# Magda Anioł
Magda Anioł, właśc. Magdalena Anioł – polska wokalistka wykonująca muzykę chrześcijańską, pedagog.

## Życiorys
Piosenkarka urodziła się i jest związana z Górnym Śląskiem. Ukończyła klasę gitary klasycznej w Szkole Muzycznej II stopnia im. Karola Szymanowskiego w Katowicach, następnie studiowała wychowanie muzyczne w filii Uniwersytetu Śląskiego w Cieszynie. Na scenie zadebiutowała, wykonując muzykę country. Z towarzyszeniem grupy Tamers wystąpiła na zaproszenie Korneliusza Pacudy na Pikniku Country w Mrągowie w 1994. Następnie założyła własny zespół, z którym wygrała zorganizowany przez Radio Katowice konkurs Chcę być gwiazdą. Od 1995 w zespole Magda Anioł gra gitarzysta i kompozytor Adam Szewczyk. Od tego momentu formacja stopniowo odeszła od standardów country. W 1999 zespół wystąpił na Festiwalu Polskiej Piosenki w Opolu. W tym samym roku ukazał się pierwszy album grupy Magda Anioł zatytułowany Co to jest?. W 2000 muzycy z zespołów Adam Szewczyk i Przyjaciele oraz Magda Anioł zaczęli występować razem. W 2002 Magda Anioł otrzymała na V Festiwalu Song of Songs w Toruniu nagrodę Tuba Dei w kategorii Wokalistka Roku.
Magda Anioł jest żoną Adama Szewczyka. Oprócz działalności estradowej i występów na koncertach ewangelizacyjnych artystka uczy wychowania muzycznego w Szkole Podstawowej nr 21 z Oddziałami Integracyjnymi im. Karola Miarki w Katowicach-Podlesiu.

## Dyskografia
Płyty nagrane z zespołem Magda Anioł:
| Rok  | Tytuł                                     | Uwagi                                | Źródło        |
| ---- | ----------------------------------------- | ------------------------------------ | ------------- |
| 1999 | Co to jest?                               |                                      | [ 8 ]         |
| 2001 | Magda Anioł                               | dodatek do magazynu „RUaH”           | [ 9 ]         |
| 2002 | Ani oko, ani ucho                         |                                      | [ 10 ]        |
| 2004 | Do góry nogami                            |                                      | [ 10 ]        |
| 2005 | Lolek                                     |                                      | [ 10 ]        |
| 2006 | Kiedy dusza śpiewa                        |                                      | [ 10 ]        |
| 2006 | Naprawdę: Msza młodych                    |                                      | [ 10 ]        |
| 2007 | Anioł pasterzom mówił                     |                                      | [ 10 ]        |
| 2009 | Nie bez przyczyny są chłopcy i dziewczyny |                                      | [ 11 ]        |
| 2010 | Strych z aniołami                         | wraz z książką Małgorzaty Nawrockiej | [ 12 ]        |
| 2010 | Albo, albo                                |                                      | [ 10 ] [ 13 ] |

Utwory w wykonaniu Magdy Anioł wraz z zespołem znalazły się płytach innych wykonawców i składankach:
| Rok  | Tytuł albumu                      | Utwór                                         | Uwagi                                  |
| ---- | --------------------------------- | --------------------------------------------- | -------------------------------------- |
| 2001 | Freeland                          | „Synem Boga”                                  | piosenki do poezji ks. Jerzego Szymika |
| 2001 | Wypłyń na głębię                  | „Aniele Boży, Stróżu mój”                     | dodatek do magazynu „RUaH”             |
| 2001 | Song of Somgs                     | „Synem Boga”                                  | dodatek do magazynu „RUaH”             |
| 2002 | Śpiewa Izrael                     | „Święty spokój”                               | dodatek do magazynu „RUaH”             |
| 2002 | Zaufaj                            | „Zaufaj”                                      | dodatek do magazynu „RUaH”             |
| 2002 | Ani ucho nie słyszało             | „Ani oko, ani ucho”                           | dodatek do magazynu „RUaH”             |
| 2003 | Nie jesteś sam                    | „Nie jesteś sam”                              | dodatek do magazynu „RUaH”             |
| 2003 | Prowadź mnie                      | „Anioł Stróż”                                 | dodatek do magazynu „RUaH”             |
| 2003 | Szukam Ciebie                     | „Coś się święci”                              | dodatek do magazynu „RUaH”             |
| 2004 | Rozpal serce                      | „Kiedyś wino i chleb”                         | dodatek do magazynu „RUaH”             |
| 2004 | Teledyski                         | „Do góry nogami”                              | dodatek do magazynu „RUaH”             |
| 2005 | Dzisiaj na ziemię przychodzi Gość | „Anioł pasterzom mówił”, „Dzisiaj w Betlejem” | dodatek do „Gościa Niedzielnego”       |
| 2006 | Cztery jabłka                     | „Lolek” (teledysk)                            | dodatek do magazynu „RUaH”             |
| 2006 | Idealne połączenie                | „Idealne połączenie”                          | dodatek do magazynu „RUaH”             |

## Teledyski
| Tytuł                  | Rok  | Reżyseria | Album             |
| ---------------------- | ---- | --------- | ----------------- |
| „Zaufaj Panu już dziś” | 2002 | —         | Ani oko, ani ucho |
| „Anioł Stróż”          | 2002 | —         | Ani oko, ani ucho |